# Idea electra
Idea electra är en fjärilsart som beskrevs av Semper 1878. Idea electra ingår i släktet Idea och familjen praktfjärilar. IUCN kategoriserar arten globalt som sårbar. Inga underarter finns listade i Catalogue of Life.